# Vitalij Kovalenko
Vitalij Kovalenko (in ucraino Віталій Коваленко?; Brovary, 12 aprile 1984) è un cestista ucraino con cittadinanza polacca.

## Palmarès
- Campionato ucraino: 1

Donec’k: 2011-12
- Coppa di Polonia: 1

Stal Ostrów: 2019